# استوره آلن
استوره آلن (به سوئدی: Sture Allén) (۳۱ دسامبر ۱۹۲۸ – ۲۰ ژوئن ۲۰۲۲) زبان‌شناس رایانشی و استاد بازنشسته دانشگاه یوتبری سوئد بود. او در سال ۱۹۸۰ به عضویت آکادمی سوئد انتخاب شد و کرسی شماره ۳ این آکادمی را دراختیار گرفت. در فاصله بین سال‌های ۱۹۸۶ و ۱۹۹۹ او دبیری آکادمی سوئد را بر عهده داشت.